# 적인걸

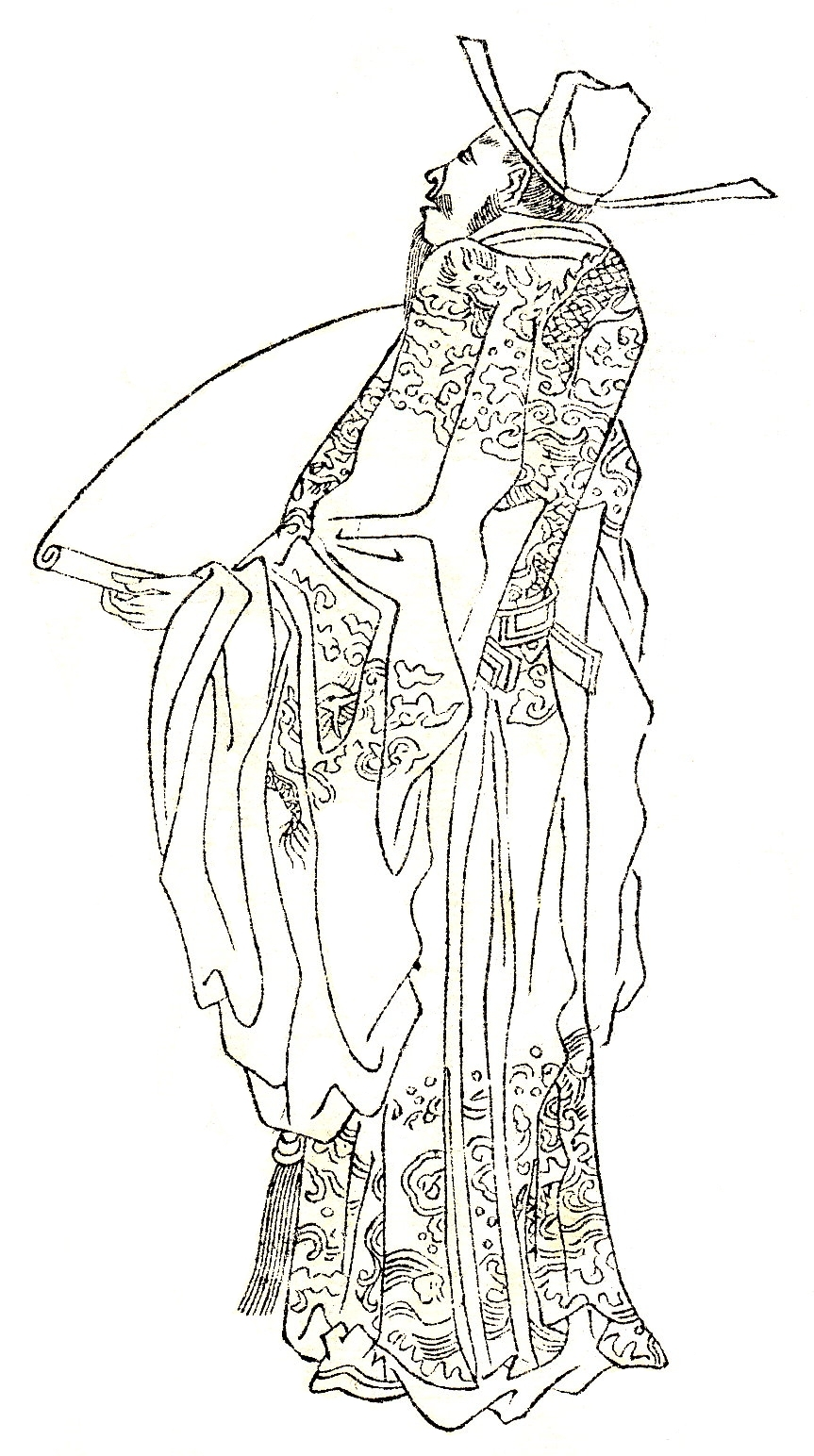

적인걸(狄仁杰, 630년 ~ 700년)은 중국 당나라의 정치인이며 적지손의 아들이다. 자는 회영.